# Нирка (мінералогія)
Нирка — ниркоподібне (гніздоподібне) мінеральне утворення невеликих розмірів в осадовій породі.

## Різновиди
НИРКА ВУГІЛЬНА,(рос. почка угольная, англ. coal kidney, нім. Kohleniere f) — карбонатні конкреційні утворення в шарах кам'яного вугілля. Син. — гніздо вугільне.
НИРКА РУДНА, (рос. почка рудная, англ. ore kidney, нім. Erzniere f) — ниркоподібне (гніздоподібне) утворення рудних мінералів невеликих розмірів в осадовій породі. Розрізняють Н. залізну, Н. свинцеву. Син. — гніздо рудне.